# Culicoides fukudai
Culicoides fukudai är en tvåvingeart som beskrevs av Yuiti Wada 1990. Culicoides fukudai ingår i släktet Culicoides och familjen svidknott. Inga underarter finns listade i Catalogue of Life.